# Emathis luteopunctata
Emathis luteopunctata är en spindelart som beskrevs av Alexander Petrunkevitch 1930. Emathis luteopunctata ingår i släktet Emathis och familjen hoppspindlar. Inga underarter finns listade i Catalogue of Life.